# Bettina Plank

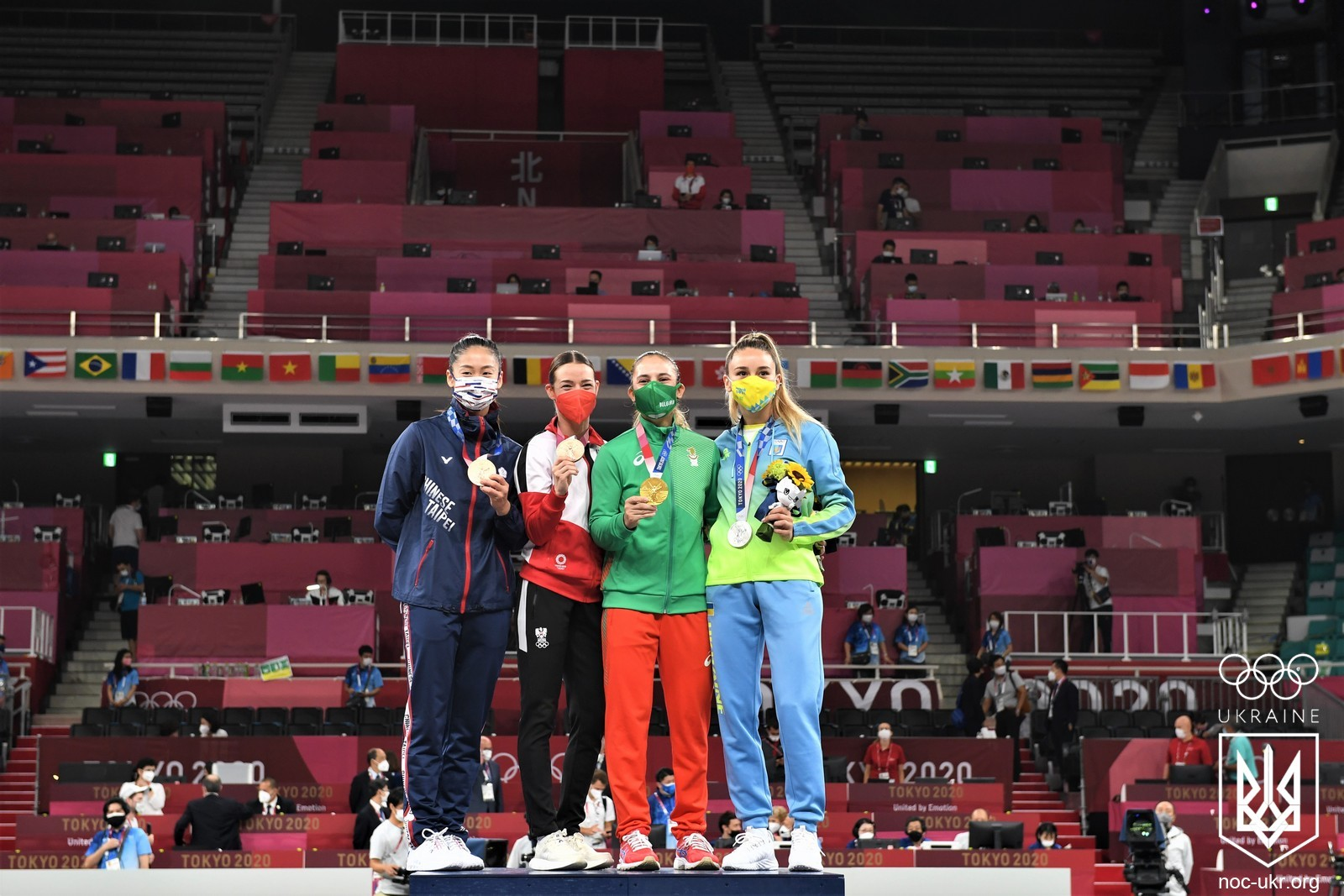

Bettina Plank (* 24. Februar 1992 in Feldkirch, Vorarlberg) ist eine österreichische Kumite-Karateka. Bei den Weltmeisterschaften 2016 und 2018 gewann sie jeweils die Bronzemedaille in der Gewichtsklasse bis 50 kg, 2015 wurde sie in Istanbul Europameisterin. Bei den Olympischen Spielen von Tokio, wo Karate erstmals olympisch war, gewann sie die Bronzemedaille.

## Biografie
Bettina Plank begann im Alter von neun Jahren mit dem Kampfsport, nachdem sie ein Probetraining beim Karateclub Götzis absolviert hatte. 2003 wechselte sie nach Mäder, wo sie von Dragan Leiler trainiert wurde. Von 2006 bis 2011 besuchte sie das Sportgymnasium Dornbirn und wurde mit 16 Jahren ins Nationalteam aufgenommen. Nach der Matura wurde sie Leistungssportlerin des Heeressportzentrums beim Österreichischen Bundesheer und trainierte bis 2013 im Heeresleistungssportzentrum Dornbirn. Sie trägt den Dienstgrad eines Zugsführers. Seit 2015 bereitet sie sich im Olympiazentrum Sportland Oberösterreich sowie mit ihrem Welser Verein und mit dem Olympiazentrum Vorarlberg auf ihre Wettkämpfe vor.
2014 belegte sie bei der Weltmeisterschaft in Bremen den siebenten Rang in der Gewichtsklasse bis 50 kg. Außerdem gewann sie bei ihrer ersten Europameisterschaftsteilnahme in Tampere die Silbermedaille und kürte sich in Lauterach erstmals zur Staatsmeisterin. 2015 errang sie in Istanbul den Europameistertitel und gewann mit der österreichischen Mannschaft die Bronzemedaille. Daneben erreichte sie Spitzenresultate in mehreren internationalen Turnieren und konnte ihren Staatsmeistertitel verteidigen. Bei der Heim-WM 2016 in Linz holte sie mit Bronze ihre erste WM-Medaille. 2017 gewann sie bei der EM in İzmit eine weitere Bronzemedaille und feierte ihren insgesamt vierten Staatsmeistertitel.
Nach weiteren EM- und WM-Medaillen sorgte sie 2019 für die einzige österreichische Goldmedaille im Rahmen der Europaspiele in Minsk. Im Finale setzte sie sich mit 5:1 gegen die Türkin Serap Özçelik durch. Zwei Jahre später gelang ihr bei den Olympischen Spielen im Nippon Budōkan von Tokio, wo Karate erstmals auf dem olympischen Programm stand, ihr größter Karriereerfolg, indem sie die Bronzemedaille erkämpfte.

## Erfolge
Alle Wettkämpfe in der Gewichtsklasse bis 50 kg.
2021
- 3. Platz Olympische Sommerspiele 2020 in Tokio (bis 55 kg)

2019
- 1. Platz Europaspiele in Minsk

2018
- 2. Platz Europameisterschaft in Novi Sad
- 3. Platz Weltmeisterschaft in Madrid

2017
- 3. Platz Europameisterschaft in İzmit
- 1. Platz Premier League in Dubai
- 1. Platz Staatsmeisterschaft in St. Pölten

2016
- 3. Platz Weltmeisterschaft in Linz
- 5. Platz Europameisterschaft in Montpellier
- 1. Platz Premier League in Dubai

2015
- 1. Platz Europameisterschaft in Istanbul
- 1. Platz Staatsmeisterschaft in Wels
- 1. Platz Golden Belt in Čačak
- 1. Platz K1 PL in Almere
- 2. Platz Europaspiele in Baku
- 2. Platz Premier League in Okinawa
- 3. Platz Europameisterschaft (Team) in Istanbul
- 3. Platz Las Vegas Open
- 3. Platz Las Vegas Open (Team)
- 5. Platz K1 PL in Paris

2014
- 7. Platz Weltmeisterschaft in Bremen
- 1. Platz K1 WC in Laško
- 1. Platz Staatsmeisterschaft in Lauterach
- 1. Platz Staatsmeisterschaft (Team) in Lauterach
- 2. Platz Europameisterschaft in Tampere
- 2. Platz Studenten-WM (Team) in Bar
- 3. Platz K1 PL in Almere
- 3. Platz K1 PL in Hanau
- 3. Platz International Female Cup in La Coruña
- 5. Platz Studenten-WM in Bar